# Atessa
Atessa község (comune) Olaszország Abruzzo régiójában, Chieti megyében.

## Fekvése
A megye központi részén fekszik. Határai: Altino, Archi, Bomba, Carpineto Sinello, Casalanguida, Casalbordino, Colledimezzo, Gissi, Guilmi, Lanciano, Montazzoli, Paglieta, Perano, Pollutri, Sant’Eusanio del Sangro, Scerni, Tornareccio és Villa Santa Maria.

## Története
Valószínűleg az 5. században alapították. A következő századokban nemesi birtok volt. Önállóságát a 19. század elején nyerte el, amikor a Nápolyi Királyságban felszámolták a feudalizmust.

## Népessége
A népesség számának alakulása:

## Főbb látnivalói
- Madonna della Valle-templom
- Santa Croce-templom
- San Leucio-templom
- San Domenico-templom